# ابوالقاسم رحمانی
ابوالقاسم رحمانی (۱۳۲۸ – ۳۰ آذر ۱۴۰۲) سیاستمدار و نمایندهٔ حوزهٔ انتخابیهٔ اقلید در دورهٔ هشتم مجلس شورای اسلامی و عضو کمیسیون عمران مجلس شورای اسلامی در دوره هشتم بوده‌است.
وی در سال ۱۳۲۸ در روستای مهدی‌آباد از توابع شهرستان اقلید متولد شد، تحصیلات ابتدایی خود را در روستای بازبچه پشت سر نهاد، به علت عدم امکان تحصیل در روستاهای همجوار برای ادامه تحصیل راهی شهرستان آباده شد، در سال ۱۳۴۷ مدرک دیپلم گرفت، سال ۱۳۵۱ در رشته مهندسی  راه  و ساختمان در دانشگاه صنعتی خواجه نصیرالدین طوسی تهران پذیرفته شد و در سال ۱۳۵۵ موفق به اخذ مدرک کارشناسی در رشته مهندسی راه و ساختمان گردید.
وی یکی از طرفداران سرسخت طرح "نظارت بر نمایندگان مجلس" بوده‌است.
ایشان در روز ۳۰ آذر ۱۴۰۲ به علت نارسايي كليوي دارفانی را وداع گفت.

## سوابق اجرایی

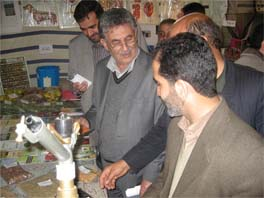
ابوالقاسم رحمانی در حال بازدید از یکی از نمایشگاه‌های شهرستان اقلید در دوره هشتم مجلس شورای اسلامی

مدیر عامل شرکت مهندسی و ساخت تأسیسات دریایی ایران
دبیر هیئت مدیره شرکت مهندسی و ساخت تأسیسات دریایی ایران
عضو اصلی هیئت مدیره شرکت مهندسین آب و فاضلاب کشور
معاونت امور اجرایی شرکت مهندسین آب و فاضلاب کشور
نماینده شهرستان اقلید در هشتمین دوره مجلس شورای اسلامی
مخبر کمیسیون عمران قلید مجلس شورای اسلامی
عضو هیئت مدیره شرکت آب و فاضلاب تهران
مجری طرح آبرسانی به شهرهای حاشیه خلیج فارس به طول ۷۶۰ کیلومتر (طرح محرم)
مدیر عامل و عضو هیئت مدیره شرکت مهندسین مشاور پی آب پالایش
مسئول تهیه طرح جامع بازسازی شهرهای قصر شیرین، سرپل ذهاب و گیلان غرب و شرق
مجری طرح تأمین تأمین آب اضطراری تهران در بحران خشکسالی

## طرح‌ها و لایحه‌های امضا شده
۳۳ طرح / لایحه امضا شده توسط «ابوالقاسم رحمانی»